# گکوی کوتوله بختیاری
 جکوی کوتوله بختیاری  (نام علمی: tropiocolotes persicus bakhtiari) (به انگلیسی: bakhtiari dwarf gecko) نوعی مارمولک از تیره جکو است که در نواحی نیمه بیابانی، در کوه‌ها، دامنه‌ها یا کوهپایه‌ها در ارتفاع ۶۰۰ تا ۷۰۰ متری، با پوشش گیاهی اندک و پراکنده بوته‌ای یا درختچه‌ای زندگی می‌کنند.

## زیستگاه
محل زندگی این گونه در بین مسجد سلیمان و سرگچ واقع در استان خوزستان می‌باشد. این محل در دامنه‌های غربی زاگرس (ارتفاع ۶۰۰ تا ۷۰۰ متری) در شمال شرقی شهرستان مسجد سلیمان واقع است.